# Ли Мен
Никола Костић (Нови Сад, 12. октобар 1967) српски je музичар, широј јавности познатији под псеудонимом Ли Мен (Lee Man). Прославио се 90-их година хитом „Земљотрес урнебес”.

## Биографија
Никола Костић рођен је 12. октобра 1967. године у Новом Саду. Музиком  је почео да се бави још у средњој школи, а професионалну каријеру започео је 1989. године. Исте године наступао је и на Зајечарској гитаријади. Године 1995. почиње да наступа под псеудонимом „Ли Мен”, а те године објављује и свој први албум, под истим насловом. Његов највећи хит била је песма „Земљотрес, урнебес” са албума „Панонски љубавник” из 1996. године. Својим специфичним имиџом, обријане главе и са репом на потиљку, као и духовитим текстовима и шаљивим начином певања брзо је освојио симпатије публике.
Никола Костић, алијас Ли Мен, снимио је 6 албума, а последњи до сада 2010. године, под називом „Lee Man - 6”. Познат је по наступима на скуповима бајкера. У једном периоду живота покушао је да направи каријеру и у иностранству, али без већег успеха. Учествовао је и у ријалити програму „Фарма”.
Од 2012. бавио се организацијом и вођењем квизова знања, који су постали врло популарни и радо посећивани. Данас наступа као ди-џеј и водитељ квизова (квизмастер) у новосадским пабовима, под псеудонимом Nikkileeman.

## Дискографија
- Lee-Man (Global Music, 1995)
- Панонски љубавник (Комуна, 1996)
- Блесаурин (Хај-фај Центар, 1997)
- Претерано... (Кошава, 1998)
- Лиманија (ПГП РТС, 2006)
- 6 ‎(City Records, 2010)